# Charles Meryon
Charles Meryon (Parijs, 23 november 1821 – Charenton-Saint Maurice, 13 februari 1868) was een Frans etser, schilder en tekenaar.

## Levensloop

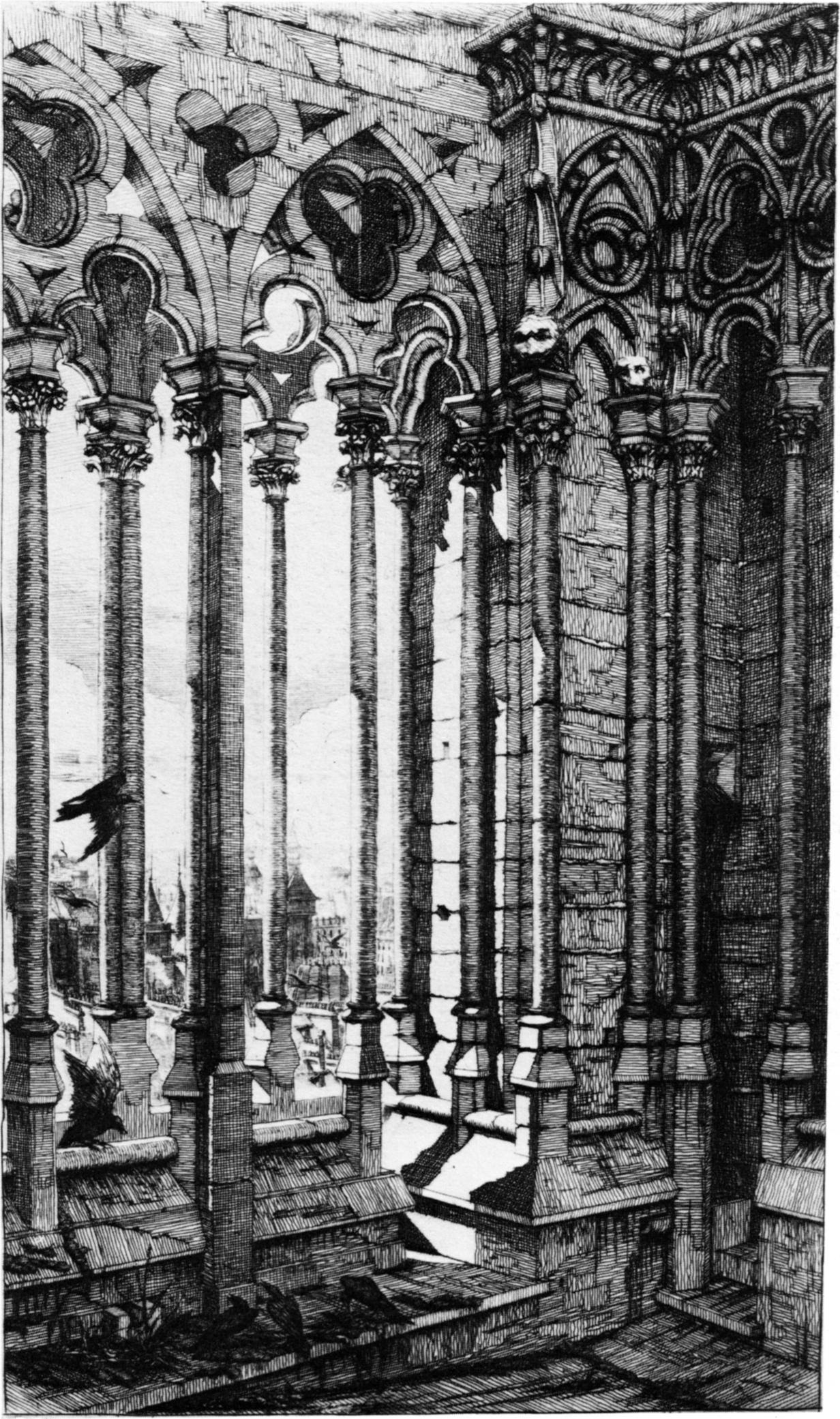
La Galerie de Notre-Dame in Paris. 1853. Ets. Rotterdam, Museum Boijmans Van Beuningen.

Meryon was de zoon van een Britse arts en een Franse danseres. Zijn moeder voedde hem alleen op. Toen zijn moeder vroegtijdig overleed ging hij in de Franse marine. Aan boord van de korvet Le Rhin maakte hij een reis om de wereld. Tijdens deze reis ontstonden zijn eerste tekeningen. Nadat hij in 1846 de marine verliet besloot hij kunstenaar te worden. Omdat hij kleurenblind was legde hij zich toe op de kunst van het etsen, waarvoor hij een opleiding volgde bij de Franse graveur Eugène Bléry. Tussen 1850 en 1854 ontstond zijn bekendste werk, de Eaux-fortes sur Paris, een serie stadsgezichten van Parijs. Meryon werd daartoe geïnspireerd door een kleine ets van de Nederlandse kunstenaar Reinier Nooms. In 1853 maakte hij de ets La Galerie Notre-Dame in Parijs. Deze werd echter geweigerd op de Parijse salon van dat jaar.
Meryon leefde in armoede. Hij was te trots om zijn familie om geld te vragen. Toen succes uitbleef, begon hij last te krijgen van hallucinaties en achtervolgingswaanzin. Een paar jaar na voltooiing van de Eaux-fortes sur Paris werd hij opgenomen in een psychiatrisch ziekenhuis. Uiteindelijk werd hij gezond verklaard en heeft hij nog korte tijd gewerkt. Maar in 1867, vermoedelijk door uitputting, werd hij weer opgenomen en overleed een jaar later.
- Auckland Art Gallery Toi o Tāmaki: 2412
- Art Gallery of South Australia: 5540
- Bibsys: 90126728
- Biblioteca Nacional de España: XX909904
- Bibliothèque nationale de France: cb13755054z (data)
- CiNii: DA05084154
- Dictionary of Australian Artists: charles-meryon
- Find NZ Artists: 10316
- Gemeinsame Normdatei: 118783440
- International Standard Name Identifier: 0000 0000 8077 7565
- KulturNav: ca9b4cb1-2bc4-4b33-bb7c-850ed4223947
- Library of Congress Control Number: n50036922
- Nationale Bibliotheek van Letland: 000191098
- Bibliotheek van het Japanse parlement: 00621035
- National Gallery of Victoria: 3399
- Nationale Bibliotheek van Tsjechië: xx0051853
- Nationale bibliotheek van Australië: 35348062
- Nationale Bibliotheek van Israël: 987007265194405171
- Nationale Bibliotheek van Polen: a0000002005572
- Nederlandse Thesaurus van Auteursnamen: 070780013
- RKD-Nederlands Instituut voor Kunstgeschiedenis: 55448
- SNAC: w6d21w5m
- Système universitaire de documentation: 027272567
- Museum of New Zealand Te Papa Tongarewa: 1547
- Trove: 920799
- Union List of Artist Names: 500001302
- Virtual International Authority File: 71573863
- WorldCat: E39PBJc7XCcrkBTrCYqtp734v3